# Superintendentura Wejherowo Ewangelickiego Kościoła Unijnego
Superintendentura Wejherowo Ewangelickiego Kościoła Unijnego – jednostka organizacyjna Ewangelickiego Kościoła Unijnego w Polsce istniejąca w okresie II Rzeczypospolitej i obejmująca grupę gmin kościelnych (zborów) czyli parafii tego Kościoła, skupionych wokół miasta Wejherowo.

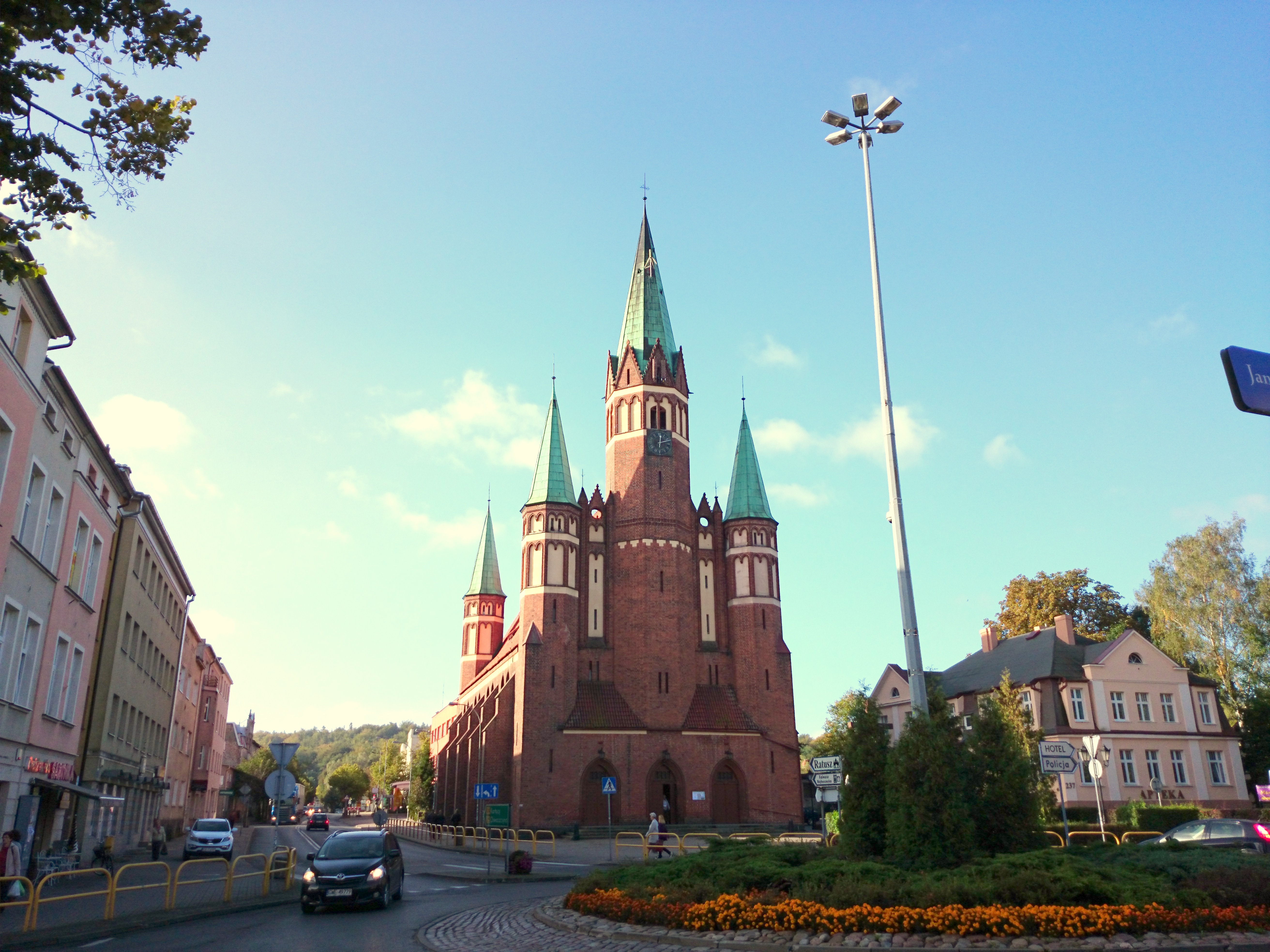
Dawny kościół ewangelicki w Wejherowie, obecnie katolicki kościół św. Leona Wielkiego i św. Stanisława Kostki w Wejherowie

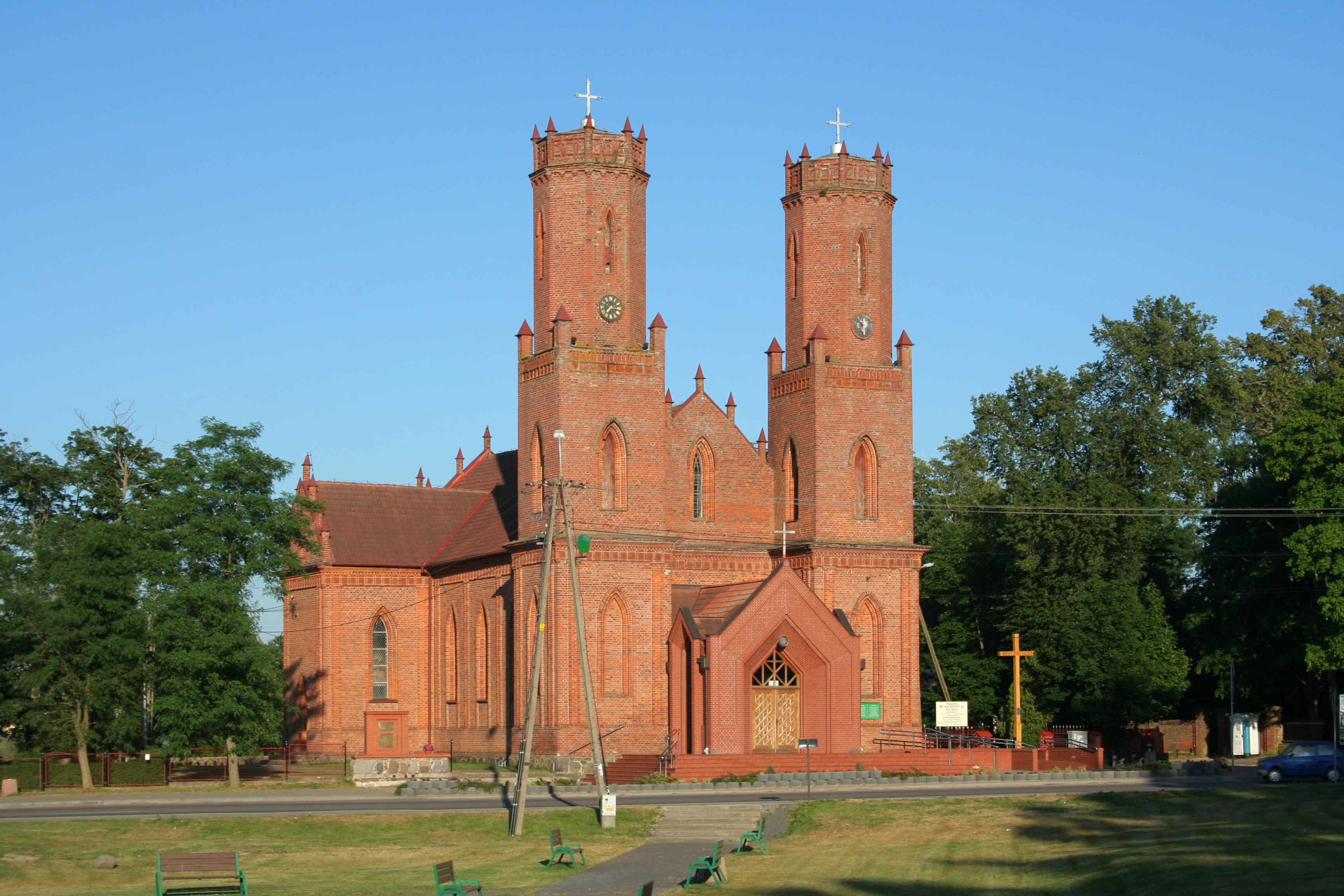
Dawny kościół ewangelicki w Krokowej, obecnie katolicki kościół św. Katarzyny

## Dane statystyczne

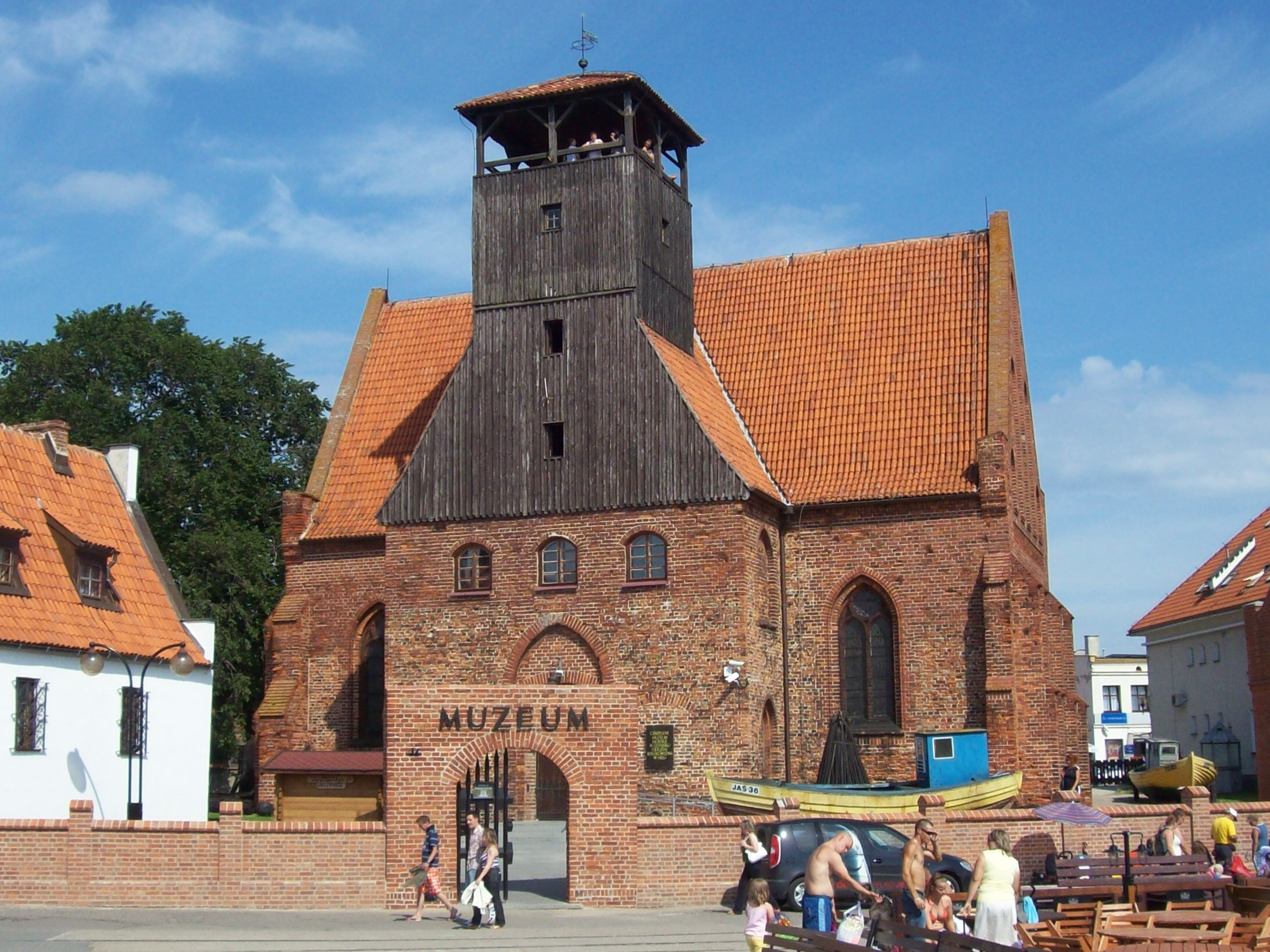
Dawny kościół ewangelicki w Helu, obecnie Muzeum Rybołówstwa Morskiego

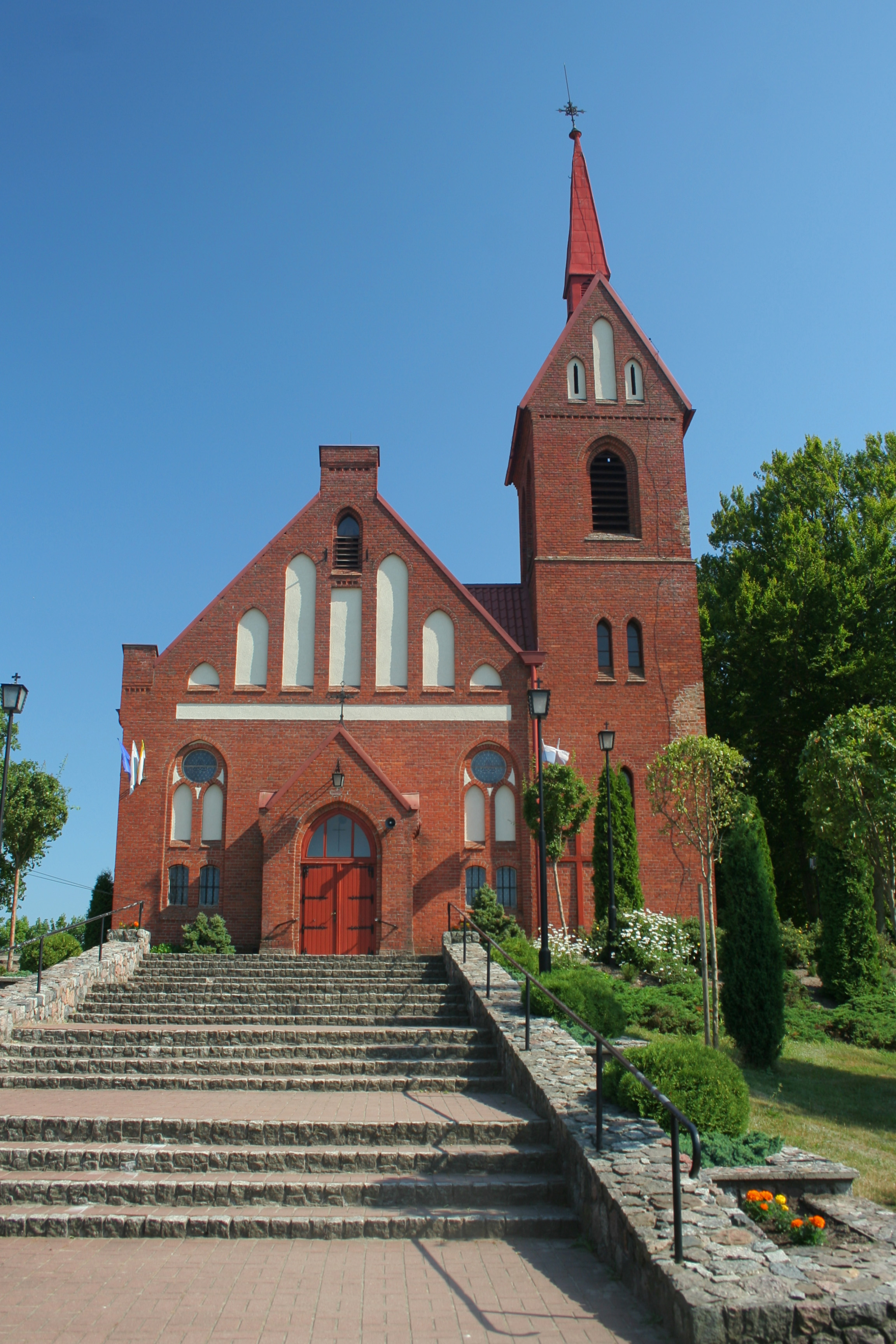
Dawny kościół ewangelicki w Leśniewie, obecnie katolicki kościół Niepokalanego Serca Maryi Panny

| Parafia                  | Liczba wiernych (1937) |
| ------------------------ | ---------------------- |
| Bolszewo pow. Wejherowo  | 351                    |
| Karczemki pow. Wejherowo | 339                    |
| Hel pow. Puck            | 440                    |
| Mały Kack pow. Wejherowo | 300                    |
| Krokowa pow. Puck        | 1407                   |
| Leśniewo pow. Puck       | 225                    |
| Wejherowo                | 544                    |
| Puck                     | 456                    |
| Rumia pow. Wejherowo     | 250                    |
| Smażyno pow. Wejherowo   | 230                    |